# Sonic Frontiers
Sonic Frontiers(ソニックフロンティア) es un videojuego de acción y aventura de plataformas de 2022 desarrollado por Sonic Team y publicado por Sega. Como Sonic, el jugador explora las islas Starfall para recolectar las Chaos Emeralds, después de que Sonic y sus amigos se separan al caer a través de un agujero de gusano. Frontiers integra elementos tradicionales de Sonic the Hedgehog —como plataformas, anillos y rieles de molienda— es el primer mundo abierto de la serie. Mientras exploran el mundo abierto, los jugadores pueden completar desafíos, luchar contra enemigos robóticos y acceder a niveles de «Ciberespacio» inspirados en juegos anteriores del Sonic.
Tras el lanzamiento de Sonic Forces (2017), Sonic Team comenzó a explorar enfoques para su próximo juego. Takashi Iizuka, jefe de Sonic Team, quería que Frontiers fuera un modelo para títulos futuros, como lo había hecho Sonic Adventure en 1998. Sonic Team se decidió por un diseño abierto y se centró en adaptar las habilidades de Sonic a un mundo abierto. Frontiers se anunció en diciembre de 2021.
Sonic Frontiers se lanzó para Nintendo Switch, PlayStation 4, PlayStation 5, Windows, Xbox One y Xbox Series X/S el 8 de noviembre de 2022. Recibió críticas mixtas de los críticos, con elogios a las imágenes, la historia y la banda sonora, pero críticas por algunos problemas técnicos; los controles y el combate dividieron a las críticas. El juego fue recibido más favorablemente por los fanáticos de la serie. Fue un éxito comercial, vendiendo 4,5 millones de copias en 2025.

## Jugabilidad
Sonic Frontiers es un videojuego de plataformas y aventura en 3D. Como Sonic, el jugador explora las islas Starfall (que consisten en varios biomas que incluyen campos floridos, bosques, ruinas antiguas y desiertos) para recolectar las Chaos Emeralds e investigar la relación de las islas con ellas. Sonic conserva sus habilidades de los juegos anteriores de Sonic the Hedgehog: corre a gran velocidad, colecciona anillos, muele sobre rieles, y se concentra en los enemigos para atacar. El jugador puede usar el doble salto, esquivar, lanzarse y impulsarse si tienen suficiente energía. Las nuevas habilidades incluyen ataques de combate, correr junto a las paredes y usar el Cyloop para crear un círculo de luz alrededor de los objetos e interactuar con ellos. El Cyloop puede realizar diferentes tareas dibujando ciertas formas; por ejemplo, dibujar un símbolo de infinito o un 8 permitirá que Sonic aumente indefinidamente por un corto tiempo. Sonic también gana la capacidad de aumentar temporalmente de forma indefinida al recolectar la cantidad máxima de anillos. El jugador puede personalizar los controles y ajustar la velocidad, el giro, la aceleración y la sensibilidad de Sonic, entre otras cosas. A medida que avanzan, también pueden mejorar la velocidad, el ataque, la defensa y la capacidad del anillo de Sonic.
Las islas Starfall actúan como el primer mundo abierto de la serie, que los escritores compararon con The Legend of Zelda: Breath of the Wild. El mundo conserva elementos de los Sonics tradicionales, como resortes, almohadillas de refuerzo y rieles de molienda. y resolver acertijos, como orientar estatuas y correr rápido, para obtener elementos. Uno de los objetivos de Sonic es rescatar a tres de sus amigos: Miles «Tails» Prower, Amy Rose y Knuckles the Echidna, que están atrapados en el ciberespacio. Tails y Amy inicialmente acompañan a Sonic en su investigación, mientras que Knuckles fue transportado allí antes desde las ruinas sobre Angel Island. Esto se logra obteniendo varios coleccionables que se encuentran en el mundo abierto. Los coleccionables incluyen Kocos, que actualizan el conjunto de movimientos de Sonic, y Memory Tokens, que se usan para desencadenar escenas y conversaciones con los amigos de Sonic cuando los reciben. Estos progresan en la trama de la historia (ocasionalmente a través de minijuegos) o amplíe sus relaciones con Sonic solicitando al jugador que complete misiones secundarias. Los amigos de Sonic se proyectan como hologramas en el mundo real mientras están atrapados, lo que les permite interactuar y aconsejar a Sonic.
El jugador lucha contra robots en todas las islas, todos en varias formas; Sonic puede esquivar y parar ataques y usar el Cyloop para hacer que los enemigos sean más fáciles de atacar. Derrotar enemigos le otorga al jugador puntos de experiencias que le permiten comprar movimientos y habilidades adicionales en combate y en el mundo abierto. Además de pequeños enemigos regulares, el jugador lucha contra grandes jefes «Guardianes». Derrotar a un guardián recompensa al jugador con engranajes de portal que, cuando se colocan en un portal, le permiten ingresar al ciberespacio.
Cada uno de los 30 niveles de Cyber Space, que cambian entre perspectivas de desplazamiento lateral y en tercera persona, contiene tres objetivos opcionales, que incluyen Time Attack, recolectar anillos y recolectar cinco anillos rojos; completar cada objetivo recompensa a los jugadores con una llave requerida para recolectar una Chaos emeralds. Big the Cat aparece como anfitrión de un minijuego de pesca que se incluye en áreas establecidas de los mapas, donde Sonic puede intercambiar monedas moradas que se encuentran en el supramundo para atrapar peces y otros objetos que le otorgan fichas de pesca en función de la calidad de la captura. Los tokens se pueden canjear por artículos y coleccionables. Recolectar las siete Chaos Emeralds le permite al jugador transformarse en Super Sonic, lo cual es necesario para luchar y derrotar a los principales jefes del juego, los Titanes.
El 28 de septiembre de 2023 Sega  lanza "The Final Horizon" la actualización final del juego. La actualización trae una nueva historia, y convierte a Tails, Knuckles, y Amy en personajes jugables. Sonic también recibe una nueva transformación.

## Sinopsis
El Doctor Eggman viaja a las islas abandonadas de Starfall para robar los secretos tecnológicos creados por los Antiguos, criaturas relacionadas con los Chaos. Cuando carga su unidad de inteligencia artificial, Sage, en un portal, se invocan varias unidades de defensa robótica. La IA detectar una firma de amenaza, Sage deja de secuestrar el portal e inicia un protocolo de protección, arrastrando a Eggman a una dimensión artificial llamada Ciberespacio.
Sonic, Tails y Amy investigan la actividad que ha atraído a las Chaos Emeralds a las islas, pero su avión es absorbido por un agujero de gusano al Ciberespacio. Sonic escapa a las islas del mundo real, donde una voz incorpórea le encarga encontrar las esmeraldas y destruir a los titanes robóticos de la isla para eliminar la frontera entre el mundo real y el digital. Creyendo que esto salvará a sus amigos, incluido Knuckles, que había sido transportado allí mientras exploraba las ruinas sobre Angel Island, Sonic libera sus formas digitales de las jaulas creadas por Sage, quien trabaja para liberar a Eggman del ciberespacio; destruir las jaulas hace que el cuerpo de Sonic se corrompa cada vez más. Sage advierte a Sonic que se vaya, lo que influye en los guardianes mecánicos de las islas y los titanes para que lo ataquen, pero comienza a simpatizar con él mientras observa sus interacciones con sus amigos y forma un vínculo mutuo con Eggman.
Sonic y sus amigos aprenden sobre la historia de los Antiguos, quienes se revelan como una raza extraterrestre cuyo planeta fue destruido por The End, una entidad todopoderosa. Los Antiguos usaron las Chaos Emeralds para escapar y se sintieron atraídos por la Master Emerald en la Tierra, pero The End los siguió y comenzó a acabar con su nueva civilización. Los Antiguos construyeron los Titanes para sellarlo dentro del Ciberespacio, con sus esencias permaneciendo dentro de sus accesorios, los Koco, que se vuelven inertes una vez que Sonic y sus amigos los ayudan a cumplir sus últimos deseos en la vida.
Después de destruir a tres de los Titanes y deshabilitar las torres que mantienen el límite espacial, Sonic sucumbe a su corrupción y queda atrapado entre dimensiones. Lanzado junto con sus amigos y Eggman, la guía de Sonic se revela como The End, que ataca la Tierra usando al último Titán, Supreme. Los amigos de Sonic eliminan la corrupción de él sacrificando sus formas físicas, mientras que Eggman y Sage reacios lo ayudan a recolectar las Chaos Emeralds dispersas, que usa para derrotar a Supreme. Cuando The End huye al espacio, Sage toma el control del Titán y ayuda a Sonic a enfrentarse a la verdadera forma de The End, sacrificándose para destruirlo. Los amigos de Sonic se recuperan y dejan las islas con él, ahora deseando marcar una diferencia en sus vidas después de su nueva experiencia.
Final Alternativo, The Final Horizon
Después de llegar a Óuranos, Eggman y Sage le dicen a Sonic que ella a encontrado otro escenario para derrotar a The End. Sage restaurara a Tails, Knuckles, y Amy, y que ellos deberán buscar las Chaos Emeralds, mientras que Sonic busca utilizar la cibercorrupcion y volverla poder. Sonic acepta la idea, y sus amigos son regresados a sus formas físicas. Aceptando la idea, los tres se dividen para encontrar las esmeraldas. Amy debe buscar y hablar con los Koco para ver donde están escondidas las esmeraldas. Knuckles debe destruir las barreas que los tiene protegidos, y Tails debe hackear las bóvedas para liberarlos. Al conseguir las esmeraldas, los tres son corrompidos lentamente. Mientras tanto, Sonic y Sage deben escalar las 5 torres en la isla. Las primeras 4 honran a los guerreros que pilotaron los Titanes, y intentaron derrotar a The End. Arriba de cada una, los espíritus de los maestros le hacen un desafío a Sonic para ver si es digno de su poder. Al superar los 4 desafíos, Sonic escala la torre final, donde se encuentra con el rey de los ancestors, el cual puede cambiar la corrupción por poder. Para hacer esto, Sonic debe volver a enfrentar a los tres titanes, para despertar el poder de la corrupción. Sonic es exitoso, y el rey le otorga el poder. Teniendo esto, Sonic se reúne con sus amigos y Eggman, quienes le entregan las Chaos Emeralds. Sonic se transforma en Super Sonic, y se va a luchar contra el último Titan, Supreme. Sonic derrota a Supreme, pero the End aparece, y toma control del Titan, dándole mucho más poder, y una apariencia monstruosa. El poder de Super Sonic no es suficiente, entonces Sonic usa la cyber energía para transformarse en Super Sonic Mejorado, o en Super Sonic 2 en los archivos del juego, liberando todo su poder. Con la ayuda de sus amigos, Eggman, y Sage, Sonic consigue dominar la corrupción y transformándose en Super Sonic Cyber para derrotar a the End. Tails, Knuckles, y Amy vuelven a la normalidad, y los 4 se van de la isla, mientras que Eggman acepta a Sage como su hija adoptiva, y ambos se van a casa juntos.

## Desarrollo

### Concepto
Tras el lanzamiento de Sonic Forces (2017), Sonic Team comenzó a explorar enfoques para su próximo juego de Sonic the Hedgehog. Además de celebrar el próximo 30 aniversario de la serie, los desarrolladores buscaron definir lo que debería ser un juego moderno de Sonic y solidificar la dirección de la serie para la próxima década. Iizuka sintió que la serie necesitaba tomar una dirección innovadora que sentaría las bases para futuros juegos, similar a cómo Sonic the Hedgehog (1991) y Sonic Adventure (1998) establecieron plantillas utilizadas por juegos posteriores. Forces recibió críticas por su corta duración y diseño de niveles, por lo que su director, Morio Kishimoto, concluyó que el método del equipo para diseñar niveles con origen en Sonic Unleashed (2008) ya no satisfaría a los fanáticos. Sonic Team finalmente determinó que el diseño lineal tradicional de la serie contenía «poco espacio para la evolución» y sintió que no podía avanzar en esta dirección. En particular, Takashi Iizuka, jefe del equipo de desarrollo y productor de la serie Sonic, sintió que los juegos de Sonic en 3D no estaban dando a los jugadores suficiente libertad y los restringían a caminos lineales.
La idea de hacer un juego de Sonic de mundo abierto vino de Kishimoto, quien disfrutó viendo la evolución del concepto de mapa de mundial del género de plataformas desde que fue popularizado por Super Mario Bros. 3 en 1988. Algunos juegos de Sonic, como Sonic Adventure, presentaban un mapa de mundo, pero Kishimoto sintió que su idea evolucionó el concepto combinándolo con el juego. Pensó que permitiría una mayor libertad y una jugabilidad diversa.
Kishimoto volvió a dirigir Frontiers, mientras que Sonic Unleashed (2008), Generations (2011) y el director de arte de Forces, Sachiko Kawamura, lo produjeron. El desarrollo de Frontiers duró cinco años, más que los ciclos de desarrollo de los juegos anteriores de Sonic. Iizuka atribuyó la longitud en parte a que Frontiers no se basó en el juego anterior de Sonic. Determinar la dirección del juego requirió prueba y error, y el desarrollo se reinició desde cero en un punto. Sonic Team comenzó a realizar pruebas de juego externas durante el desarrollo de Frontiers. La pandemia de COVID-19 comenzó durante la producción, lo que obligó a Sonic Team a cambiar al trabajo remoto  por primera vez en su historia. Iizuka señaló que esto dificultaba que los desarrolladores «obtuvieran una idea general», pero el beneficio de la comunicación digital «aceleró» otros aspectos del desarrollo.

### Diseño
Los diseñadores se centraron en la transición de la velocidad y las habilidades de Sonic a un diseño de mundo abierto sin dejar de ser fieles a los juegos anteriores, y optaron por un tono misterioso para reflejar a Sonic explorando un paisaje desconocido. Iizuka sintió que la esencia de Sonic como un juego de acción en 3D separaba a Frontiers de los juegos de aventura y de rol como la serie The Legend of Zelda. Kishimoto prefiere describir Frontiers como «zona abierta» a «mundo abierto», ya que se refiere específicamente a un campo libremente explorable en un juego de Sonic, como a un término más amplio que puede aplicarse a cualquier tipo de juego. Al diseñar Frontiers, Sonic Team se basó en sus experiencias en el desarrollo de los mundos centrales de Sonic Adventure y probó repetidamente qué tan rápido Sonic podía correr a través del mundo abierto para determinar qué tan grande debía ser. Iizuka dijo que el mayor desafío era asegurarse de que la exploración acelerada fuera divertida. Sonic Team optó por no aumentar el nivel de dificultad a medida que avanza el juego, ya que el mundo abierto proporcionaría mucho contenido.
Sonic Team decidió priorizar el combate en mayor medida, pero a pesar del cambio al diseño de mundo abierto, Sonic Team determinó que Frontiers no se sentía como un juego de Sonic sin elementos de plataformas. Esto presentó el desafío de equilibrar las plataformas con la exploración; La solución de Sonic Team fue hacer que el mundo se abriera como recompensa por completar desafíos. Los desarrolladores querían asegurarse de que los jugadores pudieran elegir entre combate y plataformas y que no se vieran obligados a luchar contra enemigos, por lo que incluyeron varios métodos para recolectar elementos fuera de las plataformas y el combate, como rompecabezas. El largometraje Sonic, la película de 2020 influyó en el desarrollo; Kishimoto solicitó que Sonic Team incorporara huevo de Pascua haciendo referencia a él y basó el combate en la representación de Sonic en la película. Con los niveles de Ciberespacio, Kishimoto quería que Sonic «una vez más... se ubicara entre los otros juegos de acción 'despejados'» que disfrutaba, como los juegos de Sonic de la era de la Mega Drive y Super Mario, Donkey Kong y las series de Kirby.

### Guion
Ian Flynn, quien escribió los cómics de Sonic the Hedgehog publicados por Archie Comics e IDW Publishing y los episodios de la serie de televisión Sonic Boom, escribió el guion. Iizuka le pidió a Flynn que escribiera Frontiers después de leer su trabajo en los cómics de IDW. Sintió que Flynn entendía al elenco de Sonic y traería «una gran mejora a las emociones y el diálogo de los personajes». Iizuka notó que la historia difiere de los juegos anteriores de Sonic en que es menos humorística y no hace que el objetivo del jugador sea obvio, sino que los desafía a descubrir cómo resolver los problemas por sí mismos.
Mientras que Flynn había presentado él mismo sus historias anteriores de Sonic, Sega dictó la premisa de Frontiers y qué personajes se le permitía usar a Flynn. Flynn consideró «un sueño hecho realidad» escribir un gran juego de Sonic, y pudo presentar ideas para usar más personajes en Sonic Team. Kishimoto dijo que esto creó una «cooperativa de ida y vuelta». Dado el enfoque no lineal, Flynn descubrió que el ritmo de la historia era «la pregunta más importante» y «tenía que ser masajeado y revisado a medida que la estructura del juego tomaba forma». Kishimoto hizo la localización japonesa usando el guion de Flynn como base, haciendo cambios para adaptarse al mercado japonés.

### Música

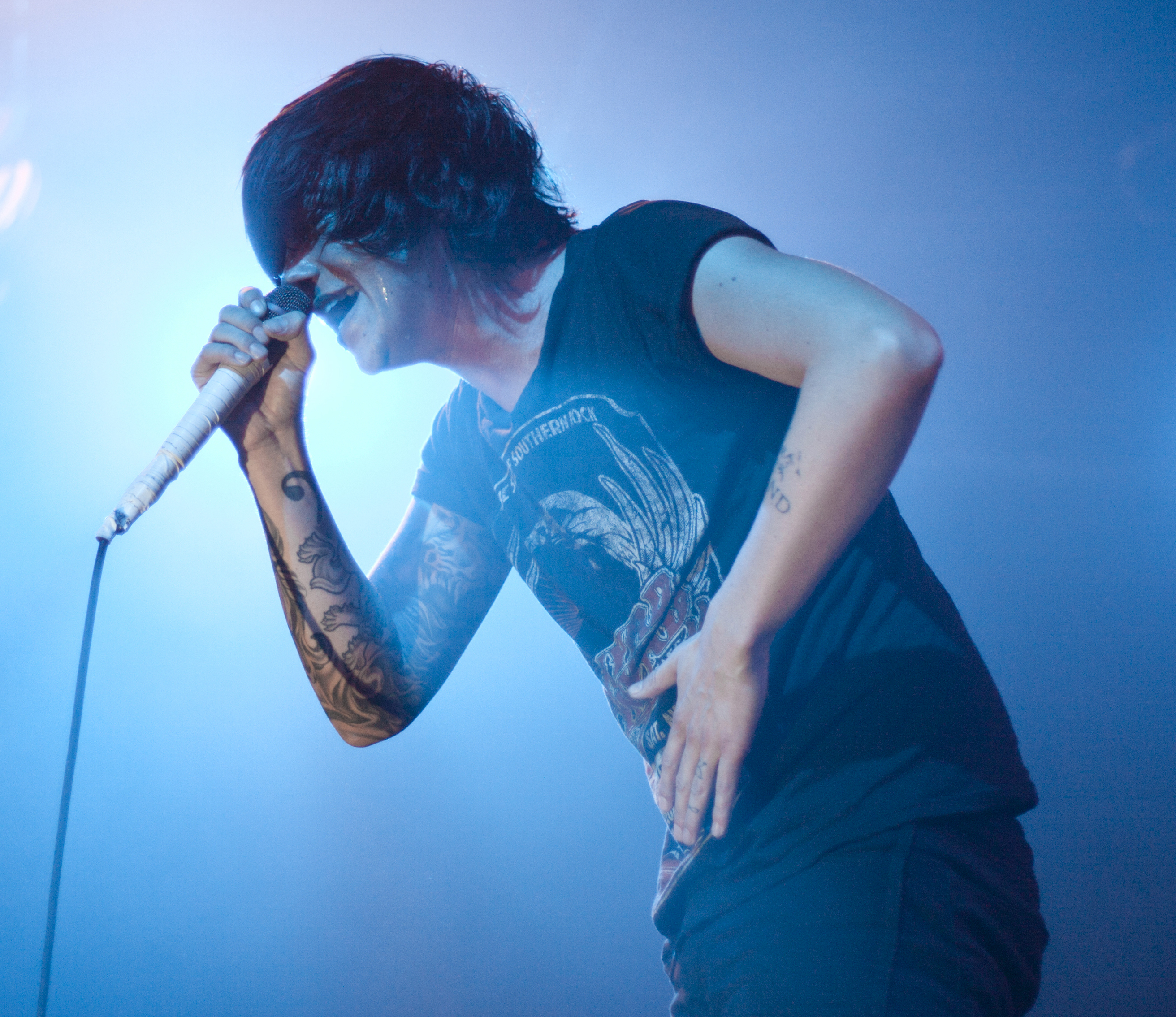
El vocalista de Sleeping with Sirens, Kellin Quinn, aparece en tres canciones de la banda sonora.

Tomoya Ohtani fue el compositor principal y director de sonido de Frontiers. De acuerdo con el tono, la banda sonora de Frontiers es menos optimista y está «más enfocada en ayudar a crear un sentimiento misterioso que rodea las islas». Ohtani compuso el tema principal, «I'm Here», con voz y letra de Merry Kirk-Holmes. La canción suena durante la batalla contra Supreme, con la pista vocal sonando en su segunda fase. El vocalista de Sleeping with Sirens, Kellin Quinn, aparece en los temas anteriores de la batalla de Titán; «Undefeatable» (Giganto), «Break Through It All» (Wyvern) y «Find Your Flame» (Knight), y el vocalista y productor Tyler Smyth de DangerKids aparecen en la última pista. La banda de rock japonesa One Ok Rock escribió e interpretó uno de los tres temas finales, «Vandalize», que también aparece en su décimo álbum de estudio Luxury Disease. Los otros dos temas finales son «Dear Father» y «One Way Dream», interpretados por Quinn Barnitt y Nathan Sharp respectivamente. Kenichi Tokoi, Takahito Eguchi, Rintaro Soma, Kenji Mizuno, Kanon Oguni y Hiroshi Kawaguchi escribieron música adicional para el juego. El álbum de la banda sonora, Stillness & Motion, fue lanzado el 7 de diciembre de 2022. Cuenta con 150 pistas que abarcan 6 horas y 37 minutos, lo que lo convierte en el más largo de la serie. El álbum de la banda sonora debutó en el top 10 de la lista de Spotify de EE. UU. una semana después de su lanzamiento.

## Comercialización y lanzamiento
Sega planeó lanzar Sonic Frontiers en 2021 para coincidir con el 30 aniversario de la franquicia, pero lo retrasó un año por control de calidad. Frontiers finalizó el desarrollo el 22 de octubre de 2022 y se lanzó el 8 de noviembre de 2022, para Nintendo Switch, PlayStation 4, PlayStation 5, Windows, Xbox One y Xbox Series X/S.
Sega presentó un tráiler, con Sonic corriendo por un bosque, al final de una transmisión en vivo del 30 aniversario el 27 de mayo de 2021. El título no se anunció, pero los metadatos del tráiler y un comunicado de prensa de Sega incluían el título Sonic Rangers. Iizuka dijo más tarde que sintió que el juego fue objeto de burlas prematuramente, pero lo creía necesario dado que era el 30 aniversario de la serie y que Sonic Team no había anunciado un juego desde Forces. Sega registró el nombre de Sonic Frontiers en noviembre de 2021 y lo anunció el mes siguiente en los Game Awards 2021 en diciembre.
Sega colaboró con el sitio web de noticias de videojuegos IGN para promocionar Frontiers durante junio de 2022. Un tráiler presentado durante la noche de apertura de Gamescom el 23 de agosto de 2022. En Japón, el juego ofreció DLC en colaboración con VTuber Inugami Korone, disponible reservando el juego. La información adicional que sirvió como preludio de Frontiers se vendió como material promocional previo al lanzamiento, titulado Sonic Frontiers Prologue. Estos incluían un cómic de ocho páginas, Sonic Frontiers Prologue: Convergence, lanzado en octubre de 2022, y un corto animado adjunto, Sonic Frontiers Prologue: Divergence, lanzado el 1 de noviembre. El cómic fue dibujado por Evan Stanley, un artista y escritor de la serie de cómics Sonic de IDW, mientras que la animación fue dirigida por Tyson Hesse; ambos fueron escritos por Flynn.
Sonic Frontiers se vende en versiones físicas y digitales, y ofrece elementos del juego como bonificación por pedido anticipado, así como una edición Digital Deluxe, que incluye elementos adicionales, un libro de arte digital y una mini banda sonora digital que cubre Kronos Island. La suscripción al boletín oficial antes del 31 de enero de 2023 les dio a los jugadores un código DLC gratuito para desbloquear los zapatos Soap de Sonic de Sonic Adventure 2 (2001). Frontiers recibió un paquete DLC gratuito el 14 de noviembre de 2022, que incluía cosméticos adicionales inspirados en la serie Monster Hunter de Capcom, así como un minijuego de cocina. Se anunciaron varias actualizaciones de contenido poco antes de The Game Awards 2022. El primero, titulado «Sights, Sounds, and Speed», incluía un modo Battle Rush en el que Sonic lucha contra los enemigos de una isla espalda con espalda, un modo Cyber Space Challenge en el que Sonic completa los niveles del ciberespacio de una isla espalda con espalda, un modo de fotografía y una máquina de discos que reproduce música variada de la historia de Sonic obtenida a través de «Sound Memories». La segunda actualización, «Sonic's Birthday Bash»,  incluye varias actualizaciones de calidad de vida y elementos cosméticos de cumpleaños, así como New Koco utilizado para aumentar el indicador de impulso, New Game +, Action Chain Challenges y el regreso del Spin. Estrellarse. La tercera y última actualización importante del juego, «The Final Horizon», cuyo lanzamiento está previsto para el 28 de septiembre de 2023, incluye personajes jugables adicionales como Tails, Knuckles y Amy, contenido de la historia y nuevos desafíos. Algunos minoristas vendieron copias de Sonic Frontiers antes de la fecha de lanzamiento, y la versión de Nintendo Switch se cargó en línea. El compositor, Tomoya Ohtani, dijo que estaba triste por las filtraciones e instó a los jugadores a no estropear el juego.

## Recepción

### Prelanzamiento
Nintendo Life caracterizó las primeras imágenes del juego de Frontiers como divisivas. Kotaku sintió que el juego se veía bien pero derivado y soso, careciendo de la identidad única de la serie, y Polygon y Nintendo Life encontraron el mundo abierto desolado. Algunos fanáticos exigieron que el juego se retrasara, y el hashtag #DelaySonicFrontiers brevemente fue tendencia en Twitter. Iizuka dijo que Sonic Team esperaba que las primeras reacciones fueran polarizadas, ya que sentía que las primeras imágenes no darían a los aficionados una buena idea de qué esperar.

### Posteriores al lanzamiento
Según el sitio web Metacritic, la versión para PlayStation 4 y la versión para Windows de Sonic Frontiers recibieron «críticas generalmente favorables», mientras que otras versiones de consola recibieron «críticas mixtas o promedio».
Video Games Chronicle consideró que los controles se habían endurecido, pero ocasionalmente todavía tenía problemas. Destructoid elogió la cantidad de control que el jugador tiene sobre Sonic, permitiéndole ir a cualquier lugar que pueda ver. Game Informer escribió que Sonic controla «notablemente bien» en el entorno abierto. Nintendo Life encontró que los controles eran «al azar», y Push Square comentó que el juego ocasionalmente le quitaba el control al jugador.
El combate recibió críticas mixtas. Digital Trends y Game Informer describieron el combate como divertido, y Game Informer lo describió como «completo». Sin embargo, Digital Trends criticó su presentación en las principales peleas contra jefes. GameSpot sintió que el combate era simplista y al mismo tiempo proporcionaba una amplia variedad de enemigos. IGN criticó el combate en Frontiers por ser repetitivo y poco atractivo, explicando que las batallas contra enemigos robóticos sin rostro restaron valor al juego de plataformas de ritmo rápido.
Video Games Chronicles elogió el juego como el juego de Sonic más «visual y auditivamente impresionante» hasta la fecha, y Shacknews describió las imágenes de Frontiers como «impresionantes». IGN y VentureBeat señalaron problemas con limitaciones técnicas que causaban que aparecieran objetos grandes a la vista, interrumpiendo la inmersión y disminuyendo el brillo general del juego.
La banda sonora recibió respuestas positivas. Push Square declaró que Frontiers puede tener «la mejor banda sonora de la serie», elogiando sus temas de lo-fi y rock. Al escribir para Game Informer, Brian Shea elogió la música y consideró que contribuyó a algunos momentos memorables del juego. GameSpot describió la música como calmante y solemne, comparándola con Breath of the Wild. Shacknews describió la banda sonora como «fenomenal», destacando la música de batalla del jefe.
Sonic Frontiers fue bien recibido por los fanáticos de Sonic. The Washington Post escribió que muchos disfrutaron de sus controles, énfasis en la libertad, historia, referencias a juegos anteriores de Sonic y banda sonora. Sonic Frontiers estableció el récord de mayor número de jugadores simultáneos para un juego de Sonic en Steam, superando el récord de Sonic Mania.

### Ventas
La versión para Nintendo Switch de Sonic Frontiers fue el cuarto juego minorista más vendido durante su primera semana de lanzamiento en Japón, con 26.067 copias físicas vendidas. La versión de PlayStation 5 fue el séptimo juego minorista más vendido en el país durante la misma semana, vendiendo 11.111 copias físicas. La versión de PlayStation 4 vendió 9.098 copias físicas y fue el octavo juego minorista más vendido de la semana en Japón, con un total de 46.276 copias y superando a God of War: Ragnarök. En los Estados Unidos, Sonic Frontiers fue el cuarto juego más vendido de noviembre en general. El 12 de diciembre de 2022, Sega anunció que Frontiers había vendido más de 2,5 millones de copias en todo el mundo. y luego anunciaría que las ventas mundiales habían superado los 3,2 millones de copias en marzo de 2023, y los 3,5 millones en mayo de 2023.

### Reconocimientos
Sonic Frontiers fue nominado en la categoría Players' Voice en The Game Awards 2022. En los Japan Game Awards de 2023, fue uno de los once títulos que recibieron un «Premio a la Excelencia».